# (1232) Cortusa
(1232) Cortusa és l'asteroide número 1232 situat en el cinturó principal. Va ser descobert per l'astrònom Karl Wilhelm Reinmuth des de l'observatori de Heidelberg, Alemanya, el 10 d'octubre de 1931. La seva designació alternativa és 1931 TF2. Està anomenat per la Cortusa, un gènere de plantes de la família de les primuláceas.